# Waterloo Sunset
Waterloo Sunset (englisch für Sonnenuntergang (am Bahnhof) Waterloo) ist eine Rock-Ballade der britischen Rockband The Kinks aus dem Jahr 1967.

## Entstehung und Veröffentlichung
Geschrieben und produziert wurde das Lied von Kinks-Frontmann Ray Davies. Bei der Produktion erhielt er Unterstützung durch Shel Talmy. Trotz des komplexen Arrangements dauerten die Aufnahmen für Waterloo Sunset lediglich zehn Stunden.
Die Erstveröffentlichung von Waterloo Sunset erfolgte am 5. Mai 1967 als Single bei Pye Records. Diese erschien als 7″-Single mit der B-Seite Act Nice and Gentle (Katalognummer: 7N 17321). In den Vereinigten Staaten erschien die Single am 26. Juli 1967 mit der B-Seite Two Sisters bei Reprise Records (Katalognummer: 0612). Darüber hinaus erschienen im Jahr 1967 auch diverse EPs, die nach dem Lied betitelt wurden. Am 15. September 1967 erschien das Lied als Teil des fünften Kinks Studioalbums Something Else by The Kinks (Katalognummer: NPL 18193).
Am 12. August 2012 trat Davies mit Waterloo Sunset bei der Abschlussfeier der Olympischen Sommerspiele in London auf.

## Inhalt
Im Text beschreibt das lyrische Ich, wie es aus dem Fenster auf die Themse blickt („Dirty old river“) und auf den Bahnhof London Waterloo, wo sich jeden Freitag Terry und Julie träfen. Terence Stamp und Julie Christie waren die Hauptdarsteller der im selben Jahr erschienenen Literaturverfilmung Die Herrin von Thornhill.
Gegen diese Identifizierung verwahrte sich Ray Davies in seiner Autobiografie und sagte in einem Interview 2008: „It was a fantasy about my sister going off with her boyfriend to a new world and they were going to emigrate and go to another country.“ (deutsch: „Es war eine Phantasie über meine Schwester und ihren Freund auf dem Weg in eine neue Welt; sie waren dabei auszuwandern und in ein neues Land zu ziehen.“) In einem Interview mit dem Kinks-Biografen Nick Hasted sagte Ray Davies im Jahr 2010, dass „Terry“ sein Neffe Terry Davies sei.

## Rezeption
Waterloo Sunset belegte Platz zwei im Melody Maker.

## Kommerzieller Erfolg

### Chartplatzierungen
Waterloo Sunset avancierte zum Nummer-eins-Hit in den Niederlanden. Darüber hinaus erreichte es Top-10-Platzierungen im Vereinigten Königreich, wo es sich lediglich Silence Is Golden der Tremeloes geschlagen geben musste, Belgien-Flandern (Rang 6), Deutschland und Norwegen (je Rang 7), Belgien-Wallonien (Rang 8) oder auch Österreich (Rang 10).
| ChartsChartplatzierungen     | Höchstplatzierung | Wochen/ Monate |
| ---------------------------- | ----------------- | -------------- |
| Deutschland (GfK)            | 7 (1,5 Mt.)       | 1,5 Mt.        |
| Österreich (Ö3)              | 10 (2 Mt.)        | 2 Mt.          |
| Vereinigtes Königreich (OCC) | 2 (11 Wo.)        | 11 Wo.         |

| ChartsJahrescharts (1967) | Platzierung |
| ------------------------- | ----------- |
| Deutschland (GfK)         | 33          |

### Auszeichnungen für Musikverkäufe
| Land/Region                  | Auszeichnungen für Musikverkäufe (Land/Region, Auszeichnung, Verkäufe) | Verkäufe |
| ---------------------------- | ---------------------------------------------------------------------- | -------- |
| Vereinigtes Königreich (BPI) | Platin                                                                 | 600.000  |
| Insgesamt                    | 1× Platin ·                                                            | 600.000  |

## Coverversionen
Das Lied wurde vielfach gecovert, darunter von Caterina Valente (1968), David Essex (1993), David Bowie (2003), Georg Danzer (2004), Def Leppard (2006), Peter Gabriel (2010), The Jam (2010) und Ethan Hawke (2018).